# William Towns
William Towns (1936-1993) est un designer automobile britannique.

## Biographie
Towns commence sa carrière de designer chez Rootes en 1954 et dessine essentiellement des petits éléments comme des poignées de portes. En 1963, il intègre la marque Rover et travaille notamment sur la Rover 2000. Sous les ordres de David Bache, il dessine la carrosserie de la Rover-BRM, motorisée par une turbine à gaz et qui participera aux 24 Heures du Mans. Il rejoint Aston Martin en 1966 comme designer pour les sièges et l'intérieur des véhicules mais son talent intéresse rapidement David Brown alors propriétaire d'Aston Martin qui lui confie le design intérieur et extérieur de la DBS vers 1966-1967, et de la Lagonda série 1 en 1974. Deux ans plus tard, Towns conçoit le design de la Lagonda série 2. Il quitte Aston Martin après la Lagonda mais, en tant que designer indépendant, il travailla également sur la Jensen-Healey, la Hustler, la Reliant SS2 et SST ou encore sur les modèles de la marque Railton refondée de façon éphémère en 1989. Aston Martin le recontactera à la fin des années 80 pour designer la Lagonda série 4.
Towns décède d'un cancer en juin 1993, chez lui à Moreton-in-Marsh.

## Quelques modèles dessinés par Towns
Les modèles suivants ont été dessinés entièrement ou en partie par Towns.

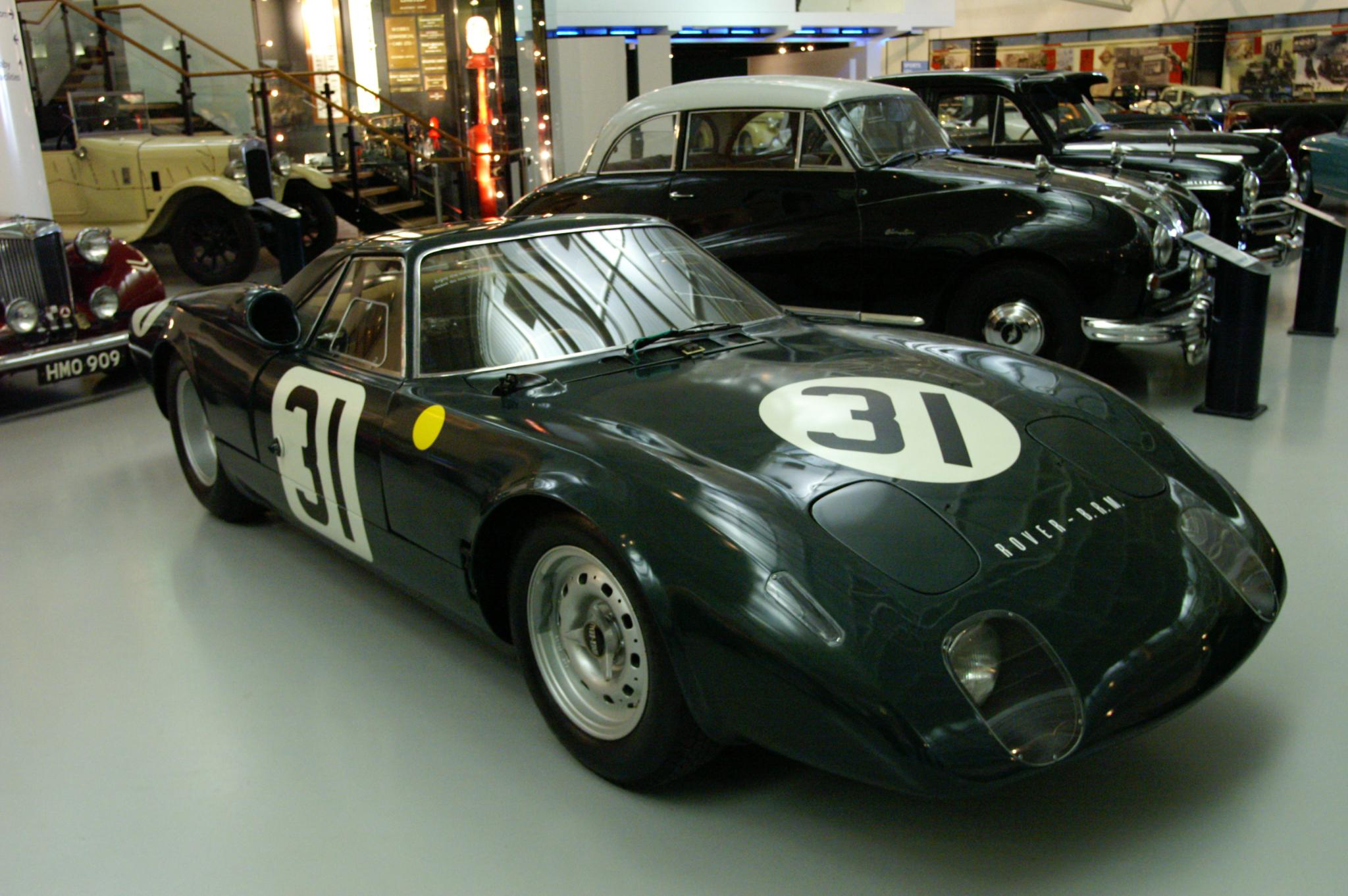
Rover-BRM (1964)
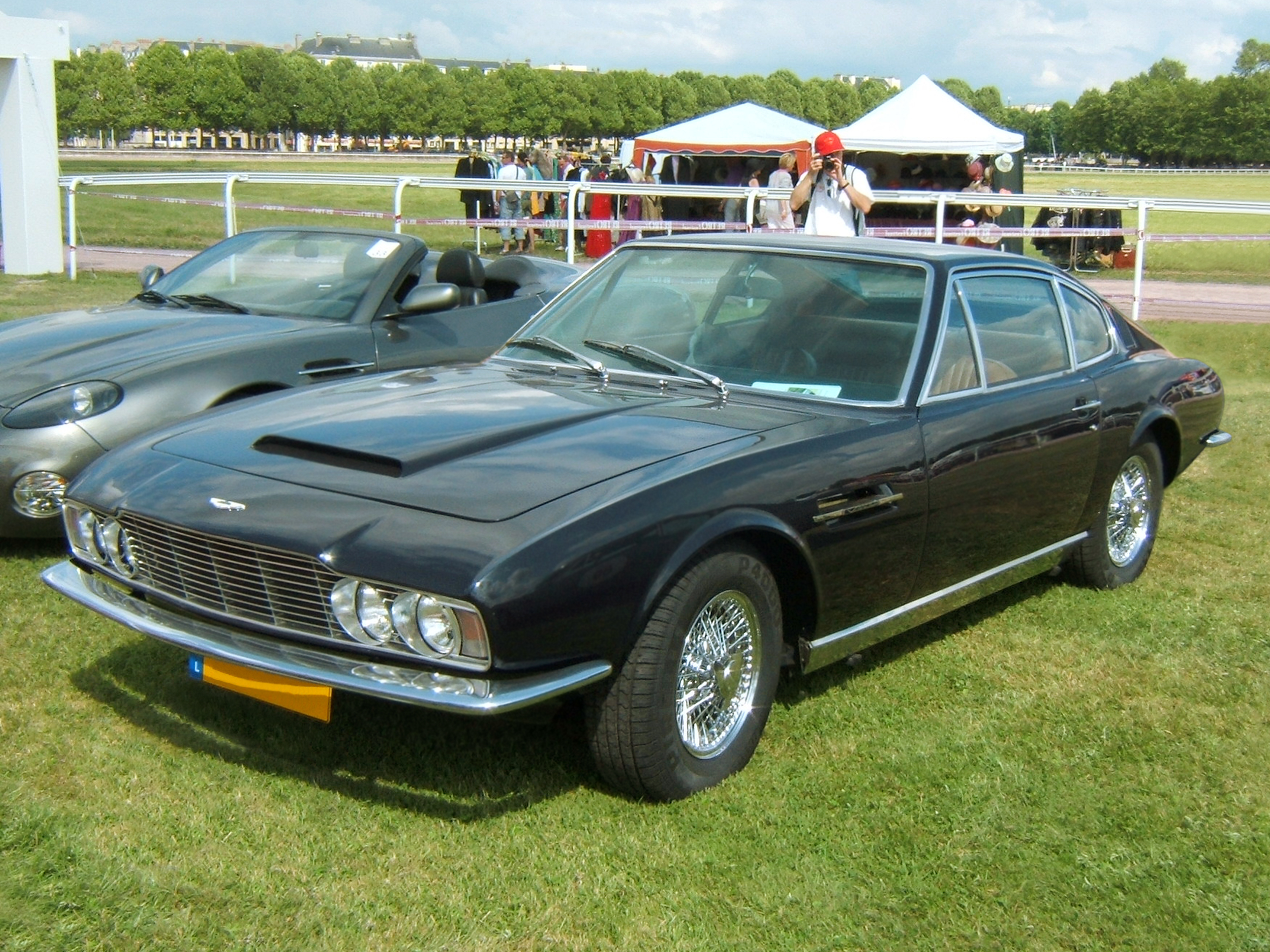
Aston Martin DBS (1967)
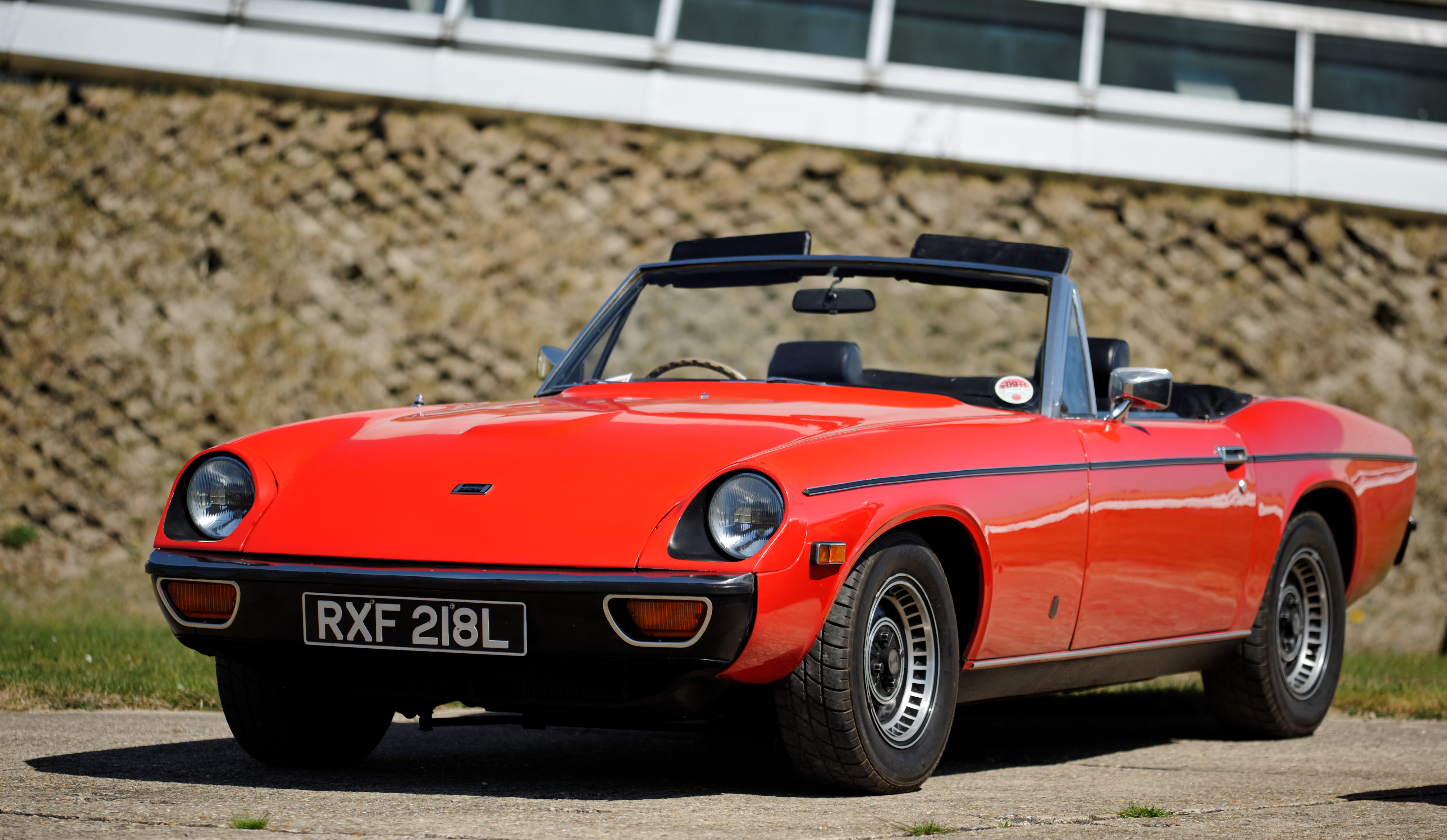
Jensen-Healey (1972)
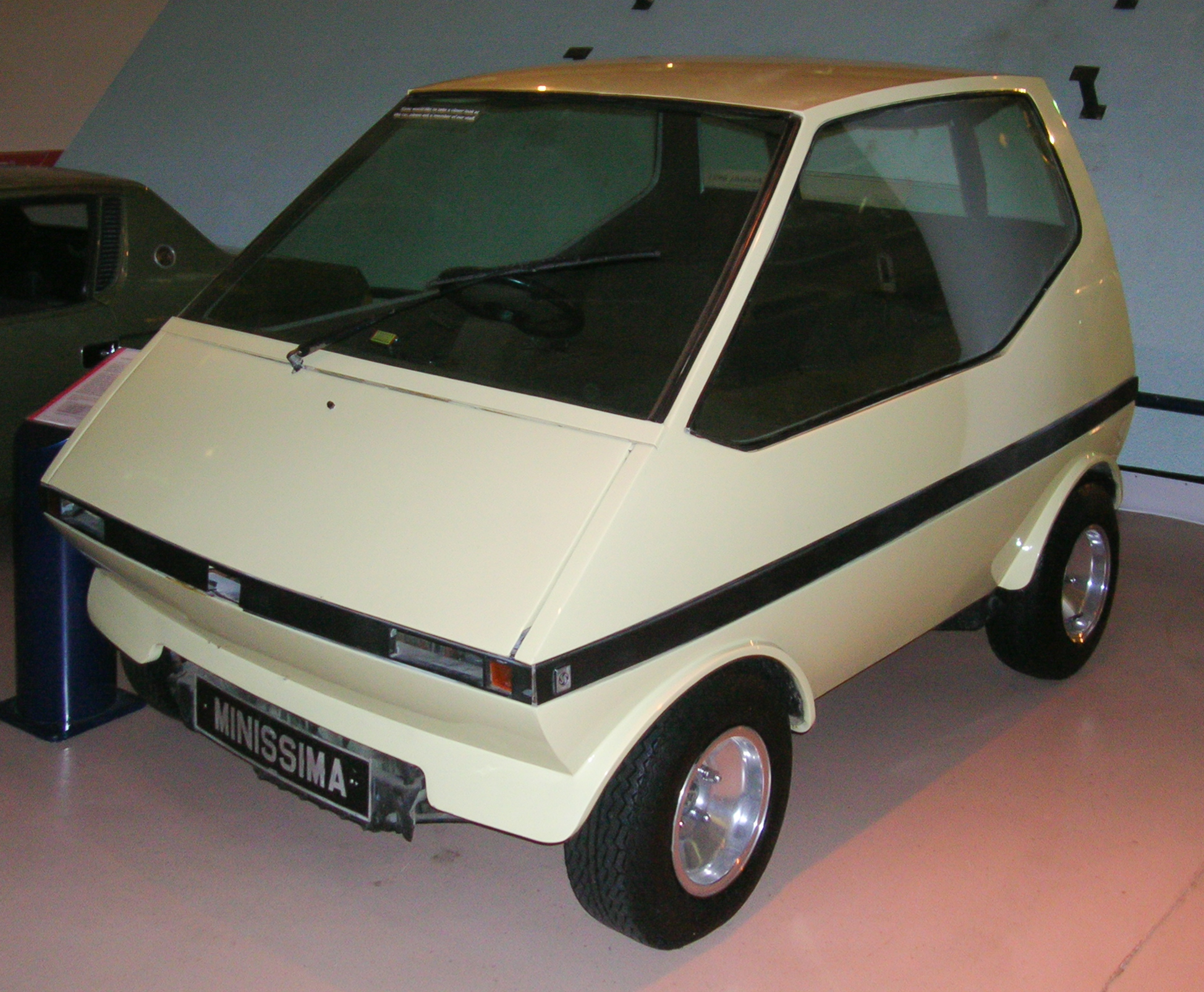
Minissima (1972)
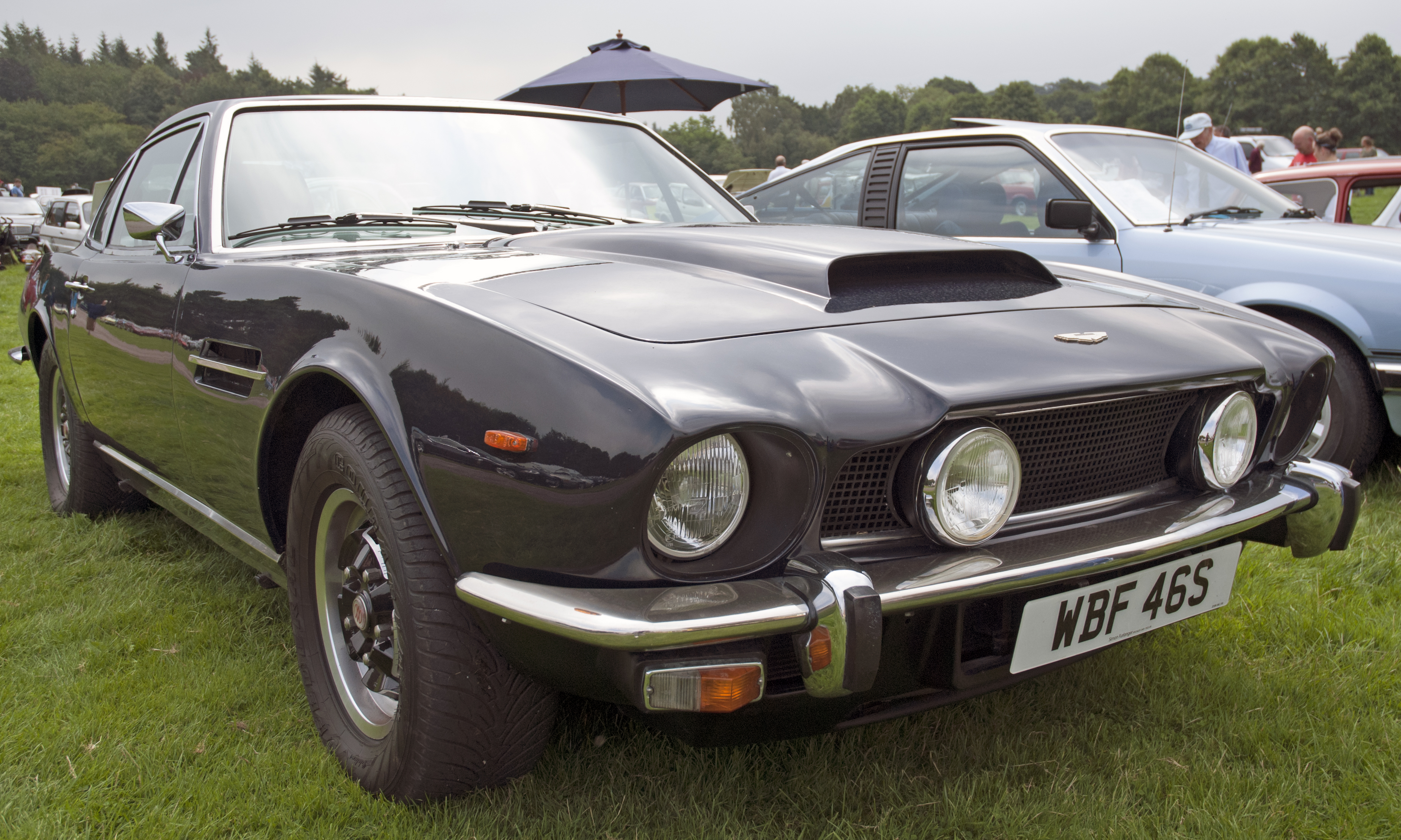
Aston Martin V8 (1969) - Aston Martin Lagonda Série 1 (1974)
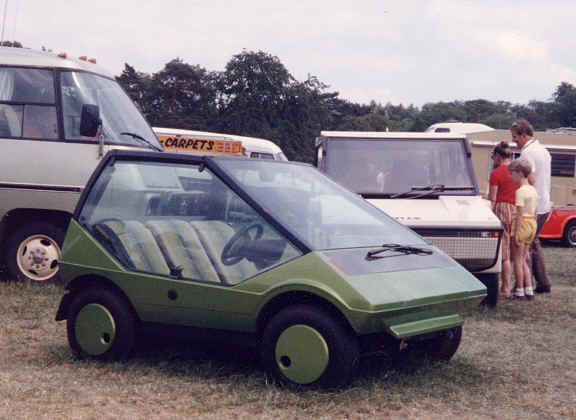
Microdot (1976)
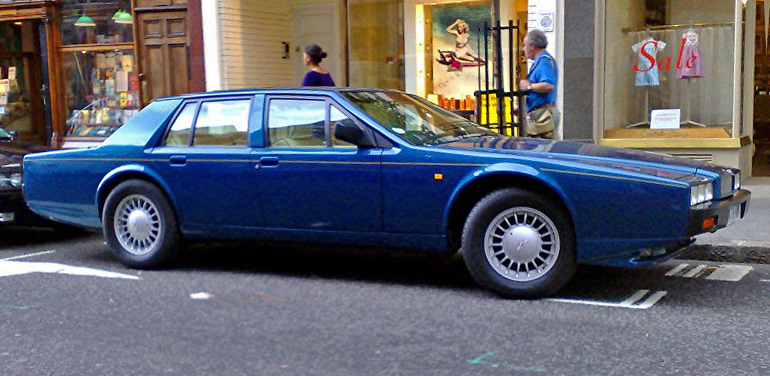
Aston Martin Lagonda Série 4
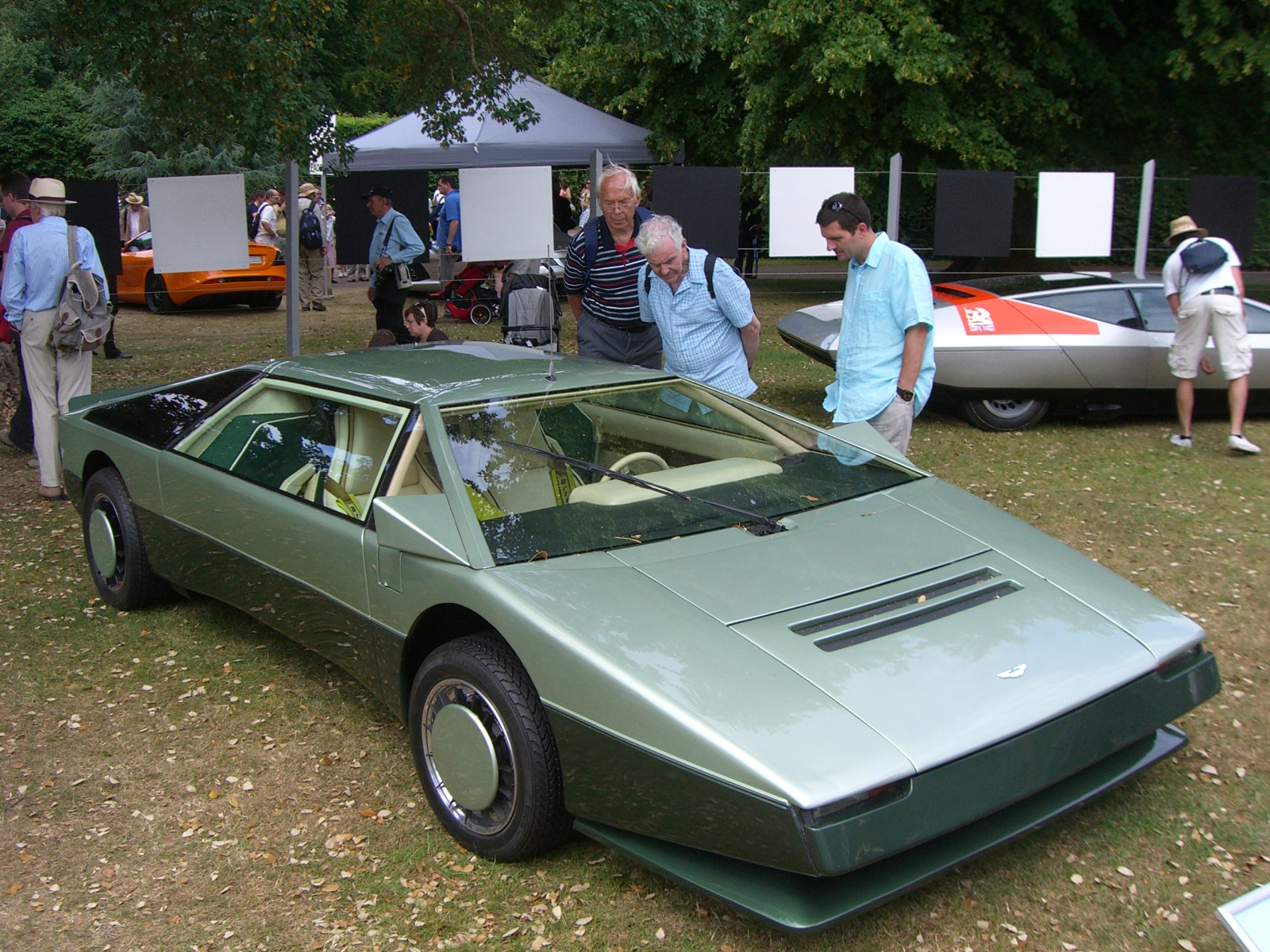
Aston Martin Bulldog (1979)
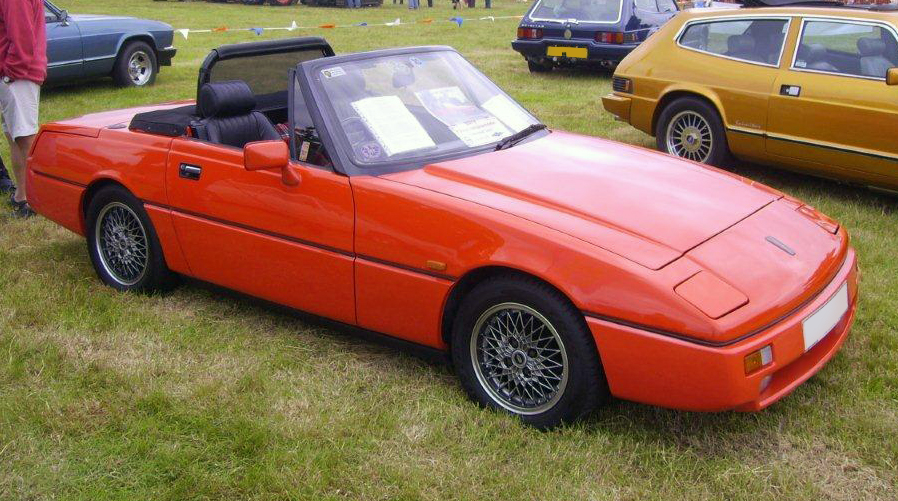
Reliant SST (1990)